# Michael Caton
Michael Caton (ur. 21 lipca 1943 roku w Monto, Queensland, Australia) – australijski aktor filmowy, telewizyjny, teatralny oraz prezenter telewizyjny. Najbardziej znany z roli wujka Harry'ego w serialu The Sullivans. W 1997 roku za rolę w filmie Zamek dostał nominację za najlepszą rolę męską od AACTA. W 2009 roku odsłonięto płytę na Australijskiej Alei Gwiazd w Sydney za wkład Catona w rozwój australijskiego przemysłu kinowego i telewizyjnego. Jest żonaty z Helen Esakoff.

## Wybrana filmografia

### Role filmowe
- Trzynaste piętro (1988) Dr Fletcher
- Ptaki ciernistych krzewów: Stracone lata (1996) jako Bill Masters
- Zamek (1997) jako Darryl Kerrigan
- Tajemnica domu przy Gantry Row (1998) jako Mr. Hob
- Never Tell Me Never jako Max Shepherd
- Echo burzy (1998) jako Bill Gadrey
- Przesłuchanie (1998) jako Barry Walls
- Zwierzak (2001) jako Dr Wilder
- Podatkowi desperaci (2004) jako Ralph Williams

### Role w serialach TV
- The Sullivans (1976-1983) jako Harry Sullivan
- Latający doktorzy (1986-1991) jako Noel Farley
- Zatoka serc (1988) jako Barry Davenport
- Rajska plaża (1993-1994) jako Ken Hayden
- Szkoła złamanych serc (1994-2006) jako Barney (gościnnie)
- Cena życia (1998-2009) jako Bob Parkin (gościnnie)
- Chata pełna Rafterów (2008) jako Ted Taylor